# Mister jubu quiz wang
Mister jubu quiz wang (미스터 주부 퀴즈왕?, Miseuteo jubu kwizeuwangLR), noto anche con i titoli internazionali Mr. Housewife e Quiz King, è un film del 2005 scritto e diretto da Yoo Sun-dong.

## Trama
Jo Jin-man svolge il mestiere di "casalingo", per aiutare la moglie che invece lavora presso una stazione televisiva. Trovandosi ad avere problemi finanziari e preso dalla disperazione, l'uomo decide infine di partecipare a un gioco a premi per casalinghe; dato che il regolamento non ammette maschi, Jin-man pensa allora a uno stratagemma.